# Хосе Доносо
Хосе Доносо (на испански: José Donoso) е чилийски журналист, сценарист и писател на произведения в жанра съвременна драма.

## Биография и творчество
Хосе Доносо Янес е роден на 5 октомври 1924 г. в Сантяго, Чили, в семейството на лекаря Хосе Доносо и Алисия Янес. След завършване на основното си образование работи като чиновник и във ферми в южната част на Чили. През 1947 г. завършва гимназия и постъпва в Педагогическия институт на Чилийския университета в Сантяго. През 1949 г. получава стипендия и учи английска филология в Принстънския университет. В университетското списание публикува първите си разкази.
След дипломирането си пътува до Мексико и Централна Америка. Завръща се в Чили и работи като преподавател в Католическия университет и в училището „Кент“.
Първият му сборник с разкази „Veraneo y otros cuentos“ (Ваканционни и други истории) е публикуван през 1955 г. и печели общинската награда на Сантяго.
През 1957 г. живее в Исла Негра. Същата година е публикуван първият му роман, „Coronación“, в който описва висшите слоеве на Сантяго и техния упадък. Екранизиран е през 1976 г. и през 2000 г.
През 1960 г. пише пътеписи за списание „Еркила“, като пътува в Европа. След това става редактор и литературен критик в него до 1965 г. През 1964 г. пътува до Мексико и САЩ.
През 1961 г. се жени за художничката Мария Естер Серано, известна като Мария Пилар Доносо.
Романът му „Място без граници“, издаден през 1966 г., се счита за един от най-добрите му творби. През 1978 г. той е екранизиран от Артуро Рипстейн в едноименния филм с участието на Луча Вила и Ана Мартин.
В периода 1967 – 1981 г. се преселва в Испания. Според него това е протест срещу диктатурата на Аугусто Пиночет.
Един от най-добрите му романи, „El obsceno pájaro de la noche“ (Нецензурната нощна птица), е публикуван през 1970 г.
Произведенията на писателя са част от латиноамериканския книжовен бум и основата на литературното движение, познато като „магически реализъм“. Творбите му се занимават с редица теми, включително сексуалността и психологията, и често са тъмно хумористични. Той се смята за иновативен стилист.
През 1990 г. е удостоен с Националната награда за литература и става член на Чилийската езикова академия.
Хосе Доносо умира на 7 декември 1996 г. в Сантяго. От 2001 г. на него е именувана чилийска международна награда за испаноезична литература.

## Произведения

### Самостоятелни романи
- Coronación (1957)
- Este domingo (1966)
- El lugar sin límites (1966)
Място без граници, изд. „Рива“ (2009), прев. Лилия Добрева
- El obsceno pájaro de la noche (1970)
- Tres novelitas burguesas (1973)
- Casa de campo (1978)
- La misteriosa desaparición de la marquesita de Loria (1980)
- El jardín de al lado (1981)
- Cuatro para Delfina (1982)
- La desesperanza (1986)
- Taratuta/Naturaleza muerta con cachimba (1990)
- Donde van a morir los elefantes (1995)
- El Mocho (1997)
- Lagartija sin cola (2007)
Гущер без опашка, изд. „Рива“ (2009), прев. Лилия Добрева

### Мемоари
- Historia personal del boom (1972)
- Conjeturas sobre la memoria de mi tribu (1996)
- Diarios tempranos. Donoso in progress, 1950 – 1965 (2016)

### Сборници
- Veraneo y otros cuentos (1955)
- Dos cuentos (1956)
- El charleston (1960)

### Поезия
- Poemas de un novelista (1981)

### Екранизации
- 1976 Coronación
- 1978 El lugar sin límites – сценарий
- 1982 Historia de un roble solo
- 1990 La Luna en el Espejo
- 2000 Coronación
- 2004 Cachimba